# 綠洲

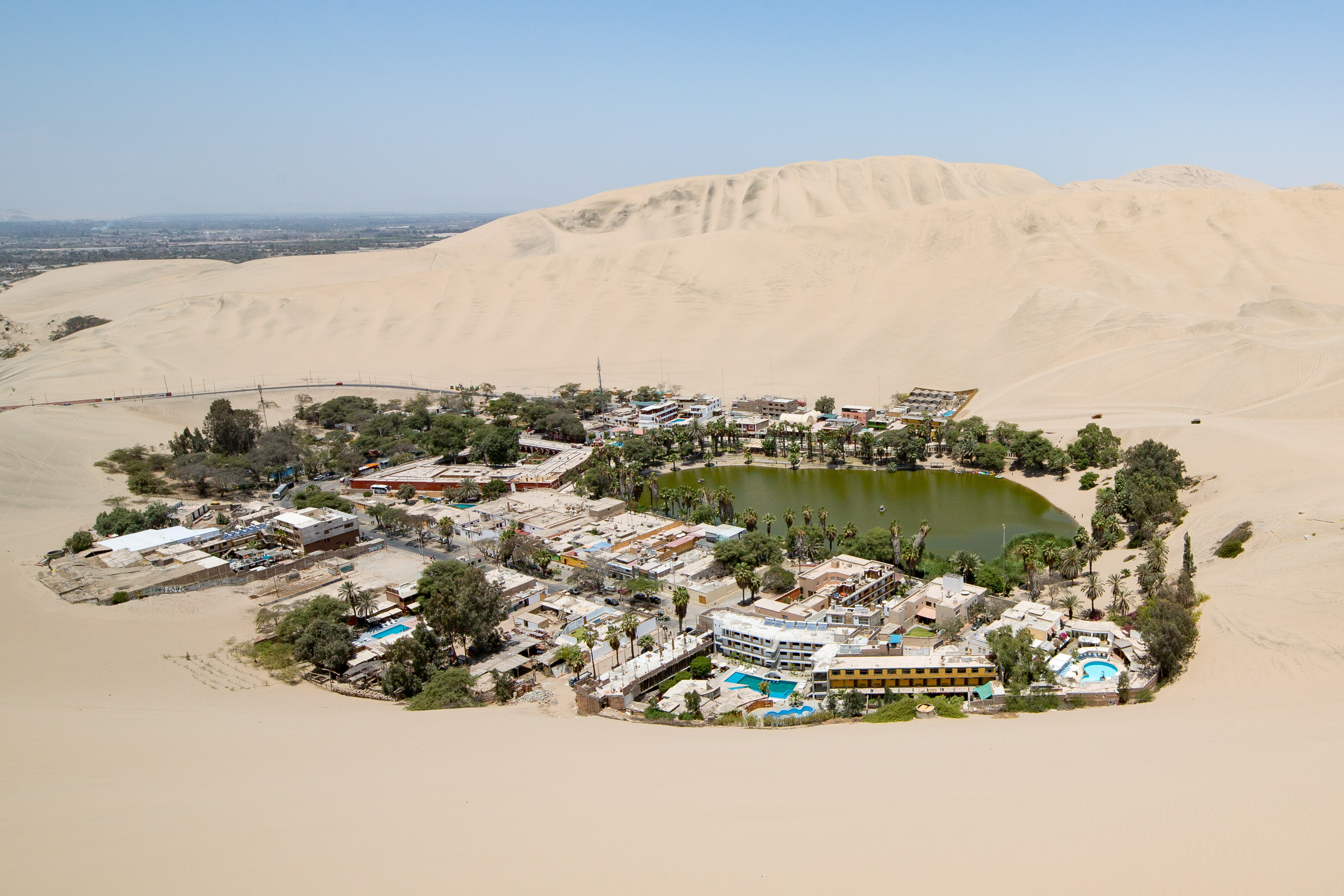
秘魯伊卡省中北部的小村落瓦卡奇納。該城圍繞一座小型天然綠洲發展，雖然四周皆被塞丘拉沙漠包圍，離該省首府伊卡市中心（圖中沙丘後方）卻僅有數公里距離。

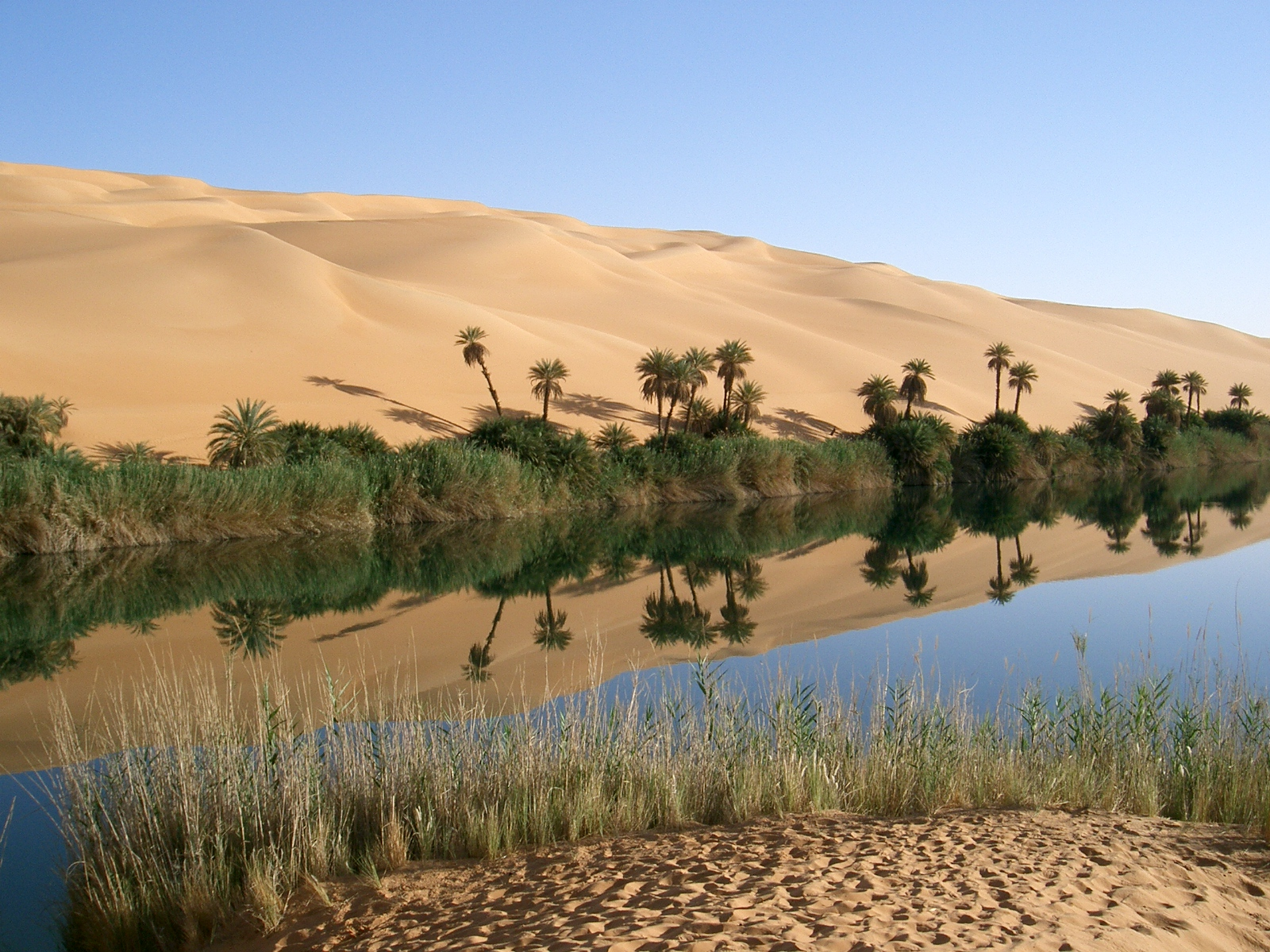
利比亞瓦迪哈耶特省中部的烏巴里綠洲，靠近撒哈拉沙漠的地理中心，是利比亞圖瓦雷克人的主要聚落之一。

綠洲（英語：Oasis）是一個地理名詞，是指被沙漠地形包圍的環境裏、一塊有植被覆蓋的地區。通常會造成綠洲的原因都是因為此地點有終年不斷的水源供應，常見的水源來源是地下水泉湧或人工鑿井來灌溉，水在遠方的降雨區降到地面後潛入地底，通過透水的地下砂岩層穿過沙漠地帶，在綠洲處返回地表附近而能被使用到。綠洲對於沙漠地區的生活是非常重要的，不只是大部分的沙漠居民都是圍繞在綠洲地帶生活，往來的商旅與貿易網往往也都是沿著綠洲發展起來，因為綠洲是重要的食物與水之補給站。盤據非洲大陸北部中央的撒哈拉沙漠裏面，有百分之六十以上的人口都是居住在零星分佈於沙漠中的綠洲地帶。中國烏鞘嶺以西、北山和祁連山之間的河西走廊有大量綠洲，“一城山光，半城塔影，葦溪連片，古剎處處”，就是在描寫有稱“金張掖”或“甘洲”之稱的張掖，漢朝即有額濟納綠洲，河西走廊的綠洲唯一水源是來自祁連山春融的雪水。

## 世界知名綠洲

### 亞洲
- 新疆吐魯番窪地，中國
- 月牙泉綠洲，中國敦煌附近，面臨緩慢消失
- 哈爾湖（Khar Nlia），位於蒙古西部科布多的大湖盆地（Great Lakes Basin）區
- 大衛河沙漠綠洲 （Nahal David Oasis）、恩戈地，以色列
- 蓋提夫綠洲（Qatif oasis），沙烏地阿拉伯
- 赫勒堡綠洲（Nakhl Fort oases），阿曼

### 歐洲
- 赫度布雷林達綠洲 （Herðubreiðarlindir），冰島

### 美洲

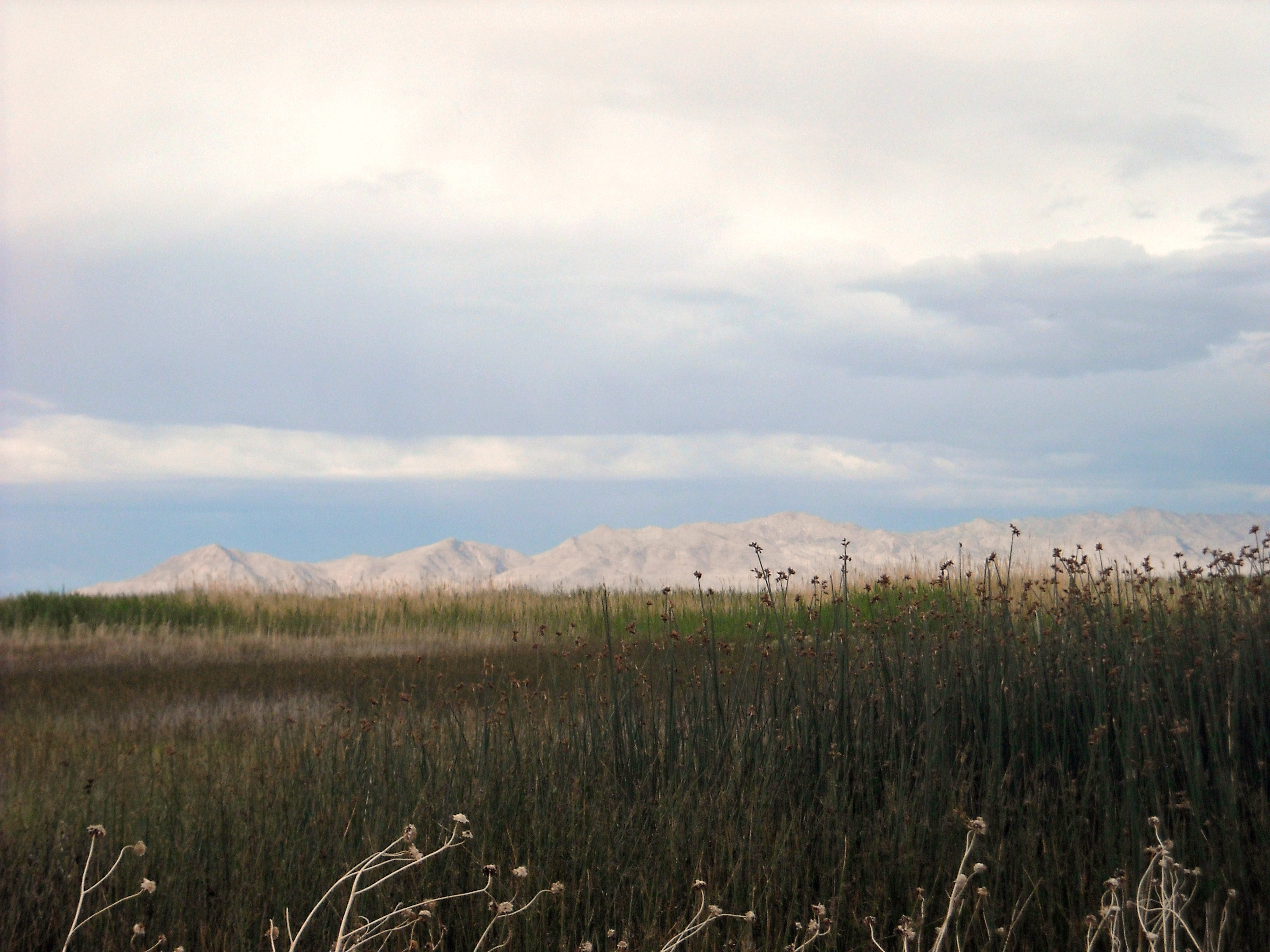
Fish Springs National Wildlife Refuge，猶他州

- 馬倫豪沙漠湖綠洲（Maranhao desert lake），巴西
- 瓦卡奇納綠洲（Huacachina oasis），秘魯

### 非洲
- 廷吉爾綠洲（Tinerhir oasis），摩洛哥
- 姆扎卜綠洲（M'zab oasis），阿爾及利亞
- 舍比凱綠洲（Chebika Oasis, Tunisia），突尼斯
- 烏拜里綠洲（Ubari Oasis），利比亞
- 提米亞綠洲（Saharan oasis of Timia），尼日爾